# Fußball-Europameisterschaft 2016/Gruppe F
| Pl. | Land       | Sp. | S | U | N | Tore    | Diff. | Punkte |
| --- | ---------- | --- | - | - | - | ------- | ----- | ------ |
| 1.  | Ungarn     | 3   | 1 | 2 | 0 | 006:400 | +2    | 05     |
| 2.  | Island     | 3   | 1 | 2 | 0 | 004:300 | +1    | 05     |
| 3.  | Portugal   | 3   | 0 | 3 | 0 | 004:400 | ±0    | 03     |
| 4.  | Österreich | 3   | 0 | 1 | 2 | 001:400 | −3    | 01     |

Gruppe F der Fußball-Europameisterschaft 2016:

## Österreich – Ungarn 0:2 (0:0)
| Österreich                                                 | Österreich | Ungarn | Ungarn | Aufstellung                         |
| ---------------------------------------------------------- | --- | --- | ------ | ----------------------------------- |
| Österreich                                                 | \| 1. Spieltag \| \| 14. Juni 2016 um 18:00 Uhr in Bordeaux (Stade de Bordeaux) \| \| Zuschauer: 34.424 \| \| Schiedsrichter: Clément Turpin ( Frankreich) \| \| Spielbericht \| | \| 1. Spieltag \| \| 14. Juni 2016 um 18:00 Uhr in Bordeaux (Stade de Bordeaux) \| \| Zuschauer: 34.424 \| \| Schiedsrichter: Clément Turpin ( Frankreich) \| \| Spielbericht \|                                                                                          | Ungarn | Aufstellung Österreich gegen Ungarn |
| Österreich                                                 | Robert Almer – Christian Fuchs , Martin Hinteregger, Aleksandar Dragović, Florian Klein – Marko Arnautović, David Alaba, Julian Baumgartlinger, Martin Harnik (78. Alessandro Schöpf) – Zlatko Junuzović (59. Marcel Sabitzer) – Marc Janko (65. Rubin Okotie) Cheftrainer: Marcel Koller ( Schweiz) | Gábor Király – Attila Fiola, Richárd Guzmics, Ádám Lang, Tamás Kádár – Zoltán Gera – Krisztián Németh (89. Ádám Pintér), Ádám Nagy, László Kleinheisler (80. Zoltán Stieber), Balázs Dzsudzsák – Ádám Szalai (69. Tamás Priskin) Cheftrainer: Bernd Storck ( Deutschland) | Ungarn | Aufstellung Österreich gegen Ungarn |
| Österreich                                                 | 0:1 Szalai (62.) 0:2 Stieber (87.) | | Ungarn | Aufstellung Österreich gegen Ungarn |
| Österreich                                                 | Dragović (33.) | Németh (80.) | Ungarn | Aufstellung Österreich gegen Ungarn |
| Österreich                                                 | Dragović (66.) | | Ungarn | Aufstellung Österreich gegen Ungarn |
| Österreich                                                 | Gábor Király wird mit 40 Jahren und 74 Tagen ältester Spieler der EM-Geschichte. | | Ungarn | Aufstellung Österreich gegen Ungarn |
| Österreich                                                 | Spieler des Spiels: László Kleinheisler (Ungarn) | | Ungarn | Aufstellung Österreich gegen Ungarn |
| 1. Spieltag                                                | | |        |                                     |
| 14. Juni 2016 um 18:00 Uhr in Bordeaux (Stade de Bordeaux) | | |        |                                     |
| Zuschauer: 34.424                                          | | |        |                                     |
| Schiedsrichter: Clément Turpin ( Frankreich)               | | |        |                                     |
| Spielbericht                                               | | |        |                                     |

David Alaba hatte bereits eine halbe Minute nach dem Anpfiff eine gute Chance für Österreich, als er mit einem Weitschuss den Pfosten traf. In der zweiten Halbzeit traf Szalai nach einem Doppelpass mit Kleinheisler zur Führung für Ungarn. Kurz darauf sah Dragović nach einem Offensivfoul im gegnerischen Strafraum gelb-rot. Wenige Minuten vor dem Abpfiff schloss der eingewechselte Stieber einen Konter nach einem Sprint über das halbe Feld mit einem Lupfer über den Torwart zum 2:0 ab.

## Portugal – Island 1:1 (1:0)
| Portugal                                                              | Portugal | Island | Island | Aufstellung                       |
| --------------------------------------------------------------------- | --- | --- | ------ | --------------------------------- |
| Portugal                                                              | \| 1. Spieltag \| \| 14. Juni 2016 um 21:00 Uhr in Saint-Étienne (Stade Geoffroy-Guichard) \| \| Zuschauer: 38.742 \| \| Schiedsrichter: Cüneyt Çakır ( Türkei) \| \| Spielbericht \| | \| 1. Spieltag \| \| 14. Juni 2016 um 21:00 Uhr in Saint-Étienne (Stade Geoffroy-Guichard) \| \| Zuschauer: 38.742 \| \| Schiedsrichter: Cüneyt Çakır ( Türkei) \| \| Spielbericht \| | Island | Aufstellung Portugal gegen Island |
| Portugal                                                              | Rui Patrício – Raphaël Guerreiro, Pepe, Ricardo Carvalho, Vieirinha – André Gomes (84. Éder), Danilo Pereira, João Mário (76. Ricardo Quaresma) – João Moutinho (71. Renato Sanches) – Cristiano Ronaldo , Nani Cheftrainer: Fernando Santos                                                                              | Hannes Þór Halldórsson – Birkir Már Sævarsson, Ragnar Sigurðsson, Kári Árnason, Ari Freyr Skúlason – Jóhann Berg Guðmundsson (90. Theódór Elmar Bjarnason), Aron Gunnarsson , Gylfi Sigurðsson, Birkir Bjarnason – Kolbeinn Sigþórsson (81. Alfreð Finnbogason), Jón Daði Böðvarsson Cheftrainer: Lars Lagerbäck ( Schweden) | Island | Aufstellung Portugal gegen Island |
| Portugal                                                              | 1:0 Nani (31.) | 1:1 B. Bjarnason (50.) | Island | Aufstellung Portugal gegen Island |
| Portugal                                                              | B. Bjarnason (55.), Finnbogason (90.+4′) | | Island | Aufstellung Portugal gegen Island |
| Portugal                                                              | Cristiano Ronaldo stellt mit seinem 127. Länderspiel den Landesrekord von Luís Figo ein, schafft zum zweiten Mal in einem EM-Spiel mindestens 10 Torversuche, verliert aber den Rekord als jüngster Portugiese in einem EM-Spiel an Einwechselspieler Renato Sanches (18 Jahre und 301 Tage). Das 1:1 war das 600. EM-Tor | | Island | Aufstellung Portugal gegen Island |
| Portugal                                                              | Spieler des Spiels: Nani (Portugal) | | Island | Aufstellung Portugal gegen Island |
| 1. Spieltag                                                           | | |        |                                   |
| 14. Juni 2016 um 21:00 Uhr in Saint-Étienne (Stade Geoffroy-Guichard) | | |        |                                   |
| Zuschauer: 38.742                                                     | | |        |                                   |
| Schiedsrichter: Cüneyt Çakır ( Türkei)                                | | |        |                                   |
| Spielbericht                                                          | | |        |                                   |

Island hatte bereits in der 3. Minute durch Gylfi Sigurðsson, der an Patrício scheiterte, eine gute Torchance. Auf der Gegenseite köpfte Nani den Ball in der 21. Minute erst direkt auf Hannes Þór Halldórsson, bevor er zehn Minuten später das 1:0 erzielte. Zu Beginn der zweiten Halbzeit gelang dem frei im Strafraum stehenden Birkir Bjarnason nach einer Flanke der Ausgleich. Portugal war über die gesamte Spielzeit die dominierende Mannschaft und hatte auch nach dem 1:1 bessere Chancen auf den Sieg, Island brachte das Unentschieden jedoch über die Zeit.

## Island – Ungarn 1:1 (1:0)
| Island                                                    | Island | Ungarn | Ungarn | Aufstellung                     |
| --------------------------------------------------------- | --- | --- | ------ | ------------------------------- |
| Island                                                    | \| 2. Spieltag \| \| 18. Juni 2016 um 18:00 Uhr in Marseille (Stade Vélodrome) \| \| Zuschauer: 60.842 \| \| Schiedsrichter: Sergei Karassjow ( Russland) \| \| Spielbericht \| | \| 2. Spieltag \| \| 18. Juni 2016 um 18:00 Uhr in Marseille (Stade Vélodrome) \| \| Zuschauer: 60.842 \| \| Schiedsrichter: Sergei Karassjow ( Russland) \| \| Spielbericht \|                                                                                            | Ungarn | Aufstellung Island gegen Ungarn |
| Island                                                    | Hannes Þór Halldórsson – Birkir Már Sævarsson, Ragnar Sigurðsson, Kári Árnason, Ari Freyr Skúlason – Jóhann Berg Guðmundsson, Aron Gunnarsson (65. Emil Hallfreðsson), Gylfi Sigurðsson, Birkir Bjarnason – Kolbeinn Sigþórsson (84. Eiður Guðjohnsen), Jón Daði Böðvarsson (69. Alfreð Finnbogason) Cheftrainer: Lars Lagerbäck ( Schweden) | Gábor Király – Ádám Lang, Tamás Kádár, Roland Juhász (84. Ádám Szalai), Richárd Guzmics – László Kleinheisler, Zoltán Gera, Ádám Nagy – Balázs Dzsudzsák , Tamás Priskin (66. Dániel Böde), Zoltán Stieber (66. Nemanja Nikolics) Cheftrainer: Bernd Storck ( Deutschland) | Ungarn | Aufstellung Island gegen Ungarn |
| Island                                                    | 1:0 G. Sigurðsson (40., Foulelfmeter) | 1:1 Sævarsson (88., Eigentor) | Ungarn | Aufstellung Island gegen Ungarn |
| Island                                                    | Guðmundsson (42.), Finnbogason (75.), Sævarsson (77.) | Kádár (81.), Kleinheisler (83.), Nagy (90.+1′) | Ungarn | Aufstellung Island gegen Ungarn |
| Island                                                    | Spieler des Spiels: Kolbeinn Sigþórsson (Island) | | Ungarn | Aufstellung Island gegen Ungarn |
| 2. Spieltag                                               | | |        |                                 |
| 18. Juni 2016 um 18:00 Uhr in Marseille (Stade Vélodrome) | | |        |                                 |
| Zuschauer: 60.842                                         | | |        |                                 |
| Schiedsrichter: Sergei Karassjow ( Russland)              | | |        |                                 |
| Spielbericht                                              | | |        |                                 |

## Portugal – Österreich 0:0
| Portugal                                               | Portugal | Österreich | Österreich | Aufstellung                           |
| ------------------------------------------------------ | --- | --- | ---------- | ------------------------------------- |
| Portugal                                               | \| 2. Spieltag \| \| 18. Juni 2016 um 21:00 Uhr in Paris (Parc des Princes) \| \| Zuschauer: 44.291 \| \| Schiedsrichter: Nicola Rizzoli ( Italien) \| \| Spielbericht \|                                                                | \| 2. Spieltag \| \| 18. Juni 2016 um 21:00 Uhr in Paris (Parc des Princes) \| \| Zuschauer: 44.291 \| \| Schiedsrichter: Nicola Rizzoli ( Italien) \| \| Spielbericht \| | Österreich | Aufstellung Portugal gegen Österreich |
| Portugal                                               | Rui Patrício – Vieirinha, Pepe, Ricardo Carvalho, Raphaël Guerreiro – Ricardo Quaresma (71. João Mário), William Carvalho, João Moutinho, André Gomes (83. Éder) – Nani (89. Rafa Silva), Cristiano Ronaldo Cheftrainer: Fernando Santos | Robert Almer – Florian Klein, Sebastian Prödl, Martin Hinteregger, Christian Fuchs – Stefan Ilsanker (87. Kevin Wimmer), Julian Baumgartlinger – Martin Harnik, David Alaba (65. Alessandro Schöpf), Marko Arnautović – Marcel Sabitzer (85. Lukas Hinterseer) Cheftrainer: Marcel Koller ( Schweiz) | Österreich | Aufstellung Portugal gegen Österreich |
| Portugal                                               | Quaresma (31.), Pepe (40.) | Harnik (47.), Fuchs (60.), Hinteregger (78.), Schöpf (86.) | Österreich | Aufstellung Portugal gegen Österreich |
| Portugal                                               | Cristiano Ronaldo schießt einen Foulelfmeter an den Pfosten (79.), wird aber mit seinem 128. Länderspiel alleiniger portugiesischer Rekordnationalspieler.                                                                               | | Österreich | Aufstellung Portugal gegen Österreich |
| Portugal                                               | Spieler des Spiels: João Moutinho (Portugal) | | Österreich | Aufstellung Portugal gegen Österreich |
| 2. Spieltag                                            | | |            |                                       |
| 18. Juni 2016 um 21:00 Uhr in Paris (Parc des Princes) | | |            |                                       |
| Zuschauer: 44.291                                      | | |            |                                       |
| Schiedsrichter: Nicola Rizzoli ( Italien)              | | |            |                                       |
| Spielbericht                                           | | |            |                                       |

Trotz einiger kleiner Torgelegenheiten der Österreicher war Portugal während der gesamten Partie überlegen. Da Nani und Cristiano Ronaldo jedoch keine ihrer Großchancen nutzen konnten und Robert Almer eine sehr gute Leistung bot, hielt Österreich das Unentschieden.

## Ungarn – Portugal 3:3 (1:1)
| Ungarn                                                         | Ungarn | Portugal | Portugal | Aufstellung                       |
| -------------------------------------------------------------- | --- | --- | -------- | --------------------------------- |
| Ungarn                                                         | \| 3. Spieltag \| \| 22. Juni 2016 um 18:00 Uhr in Décines-Charpieu (Stade de Lyon) \| \| Zuschauer: 55.514 \| \| Schiedsrichter: Martin Atkinson ( England) \| \| Spielbericht \|                                                                                          | \| 3. Spieltag \| \| 22. Juni 2016 um 18:00 Uhr in Décines-Charpieu (Stade de Lyon) \| \| Zuschauer: 55.514 \| \| Schiedsrichter: Martin Atkinson ( England) \| \| Spielbericht \|                                                           | Portugal | Aufstellung Ungarn gegen Portugal |
| Ungarn                                                         | Gábor Király – Ádám Lang, Richárd Guzmics, Roland Juhász, Mihály Korhut – Zoltán Gera (46. Barnabás Bese), Ádám Pintér – Balázs Dzsudzsák , Ákos Elek, Gergő Lovrencsics (83. Zoltán Stieber) – Ádám Szalai (71. Krisztián Németh) Cheftrainer: Bernd Storck ( Deutschland) | Rui Patrício – Vieirinha, Pepe, Ricardo Carvalho, Eliseu – André Gomes (61. Ricardo Quaresma), William Carvalho, João Moutinho (46. Renato Sanches), João Mário – Cristiano Ronaldo , Nani (81. Danilo Pereira) Cheftrainer: Fernando Santos | Portugal | Aufstellung Ungarn gegen Portugal |
| Ungarn                                                         | 1:0 Gera (19.) 2:1 Dzsudzsák (47.) 3:2 Dzsudzsák (55.) | 1:1 Nani (42.) 2:2 Cristiano Ronaldo (50.) 3:3 Cristiano Ronaldo (62.) | Portugal | Aufstellung Ungarn gegen Portugal |
| Ungarn                                                         | Guzmics (13.), Juhász (28.), Gera (34.), Dzsudzsák (56.) | | Portugal | Aufstellung Ungarn gegen Portugal |
| Ungarn                                                         | Ronaldo wird mit seinem 17. EM-Spiel alleiniger EM-Rekordspieler und ist der erste Torschütze bei vier Endrunden | | Portugal | Aufstellung Ungarn gegen Portugal |
| Ungarn                                                         | Spieler des Spiels: Cristiano Ronaldo (Portugal) | | Portugal | Aufstellung Ungarn gegen Portugal |
| 3. Spieltag                                                    | | |          |                                   |
| 22. Juni 2016 um 18:00 Uhr in Décines-Charpieu (Stade de Lyon) | | |          |                                   |
| Zuschauer: 55.514                                              | | |          |                                   |
| Schiedsrichter: Martin Atkinson ( England)                     | | |          |                                   |
| Spielbericht                                                   | | |          |                                   |

## Island – Österreich 2:1 (1:0)
| Island                                                      | Island | Österreich | Österreich | Aufstellung                         |
| ----------------------------------------------------------- | --- | --- | ---------- | ----------------------------------- |
| Island                                                      | \| 3. Spieltag \| \| 22. Juni 2016 um 18:00 Uhr in Saint-Denis (Stade de France) \| \| Zuschauer: 68.714 \| \| Schiedsrichter: Szymon Marciniak ( Polen) \| \| Spielbericht \| | \| 3. Spieltag \| \| 22. Juni 2016 um 18:00 Uhr in Saint-Denis (Stade de France) \| \| Zuschauer: 68.714 \| \| Schiedsrichter: Szymon Marciniak ( Polen) \| \| Spielbericht \| | Österreich | Aufstellung Island gegen Österreich |
| Island                                                      | Hannes Þór Halldórsson – Birkir Már Sævarsson, Kári Árnason, Ragnar Sigurðsson, Ari Freyr Skúlason – Jóhann Berg Guðmundsson (86. Sverrir Ingi Ingason), Aron Gunnarsson , Gylfi Sigurðsson, Birkir Bjarnason – Jón Daði Böðvarsson (71. Theódór Elmar Bjarnason), Kolbeinn Sigþórsson (80. Arnór Ingvi Traustason) Cheftrainer: Lars Lagerbäck ( Schweden) | Robert Almer – Aleksandar Dragović, Sebastian Prödl (46. Alessandro Schöpf), Martin Hinteregger, Christian Fuchs – Stefan Ilsanker (46. Marc Janko), Julian Baumgartlinger – Florian Klein, David Alaba, Marko Arnautović – Marcel Sabitzer (78. Jakob Jantscher) Cheftrainer: Marcel Koller ( Schweiz) | Österreich | Aufstellung Island gegen Österreich |
| Island                                                      | 1:0 Böðvarsson (18.) 2:1 Traustason (90.+4′) | 1:1 Schöpf (60.) | Österreich | Aufstellung Island gegen Österreich |
| Island                                                      | Skúlason (36.), Sigþórsson (51.), Árnason (78.), Halldórsson (82.) | Janko (71.) | Österreich | Aufstellung Island gegen Österreich |
| Island                                                      | Dragović schießt einen Foulelfmeter an den Pfosten (37.) | | Österreich | Aufstellung Island gegen Österreich |
| Island                                                      | Spieler des Spiels: Kári Árnason (Island) | | Österreich | Aufstellung Island gegen Österreich |
| 3. Spieltag                                                 | | |            |                                     |
| 22. Juni 2016 um 18:00 Uhr in Saint-Denis (Stade de France) | | |            |                                     |
| Zuschauer: 68.714                                           | | |            |                                     |
| Schiedsrichter: Szymon Marciniak ( Polen)                   | | |            |                                     |
| Spielbericht                                                | | |            |                                     |